# Elezioni parlamentari in Ucraina del 2007
Le elezioni parlamentari in Ucraina del 2007 si tennero il 30 settembre per il rinnovo della Verchovna Rada; furono indette in anticipo rispetto alla scadenza naturale della legislatura, prevista per il 2009, allo scopo di porre fine alla crisi politica in atto.
La ripartizione dei seggi avvenne mediante sistema proporzionale, tra le liste che avessero ottenuto almeno il 3% dei voti.
Nelle regioni tradizionalmente vicine al Partito delle Regioni si registrarono alcuni ritardi nella comunicazione dei risultati; su tale circostanza furono avviate indagini.
L'alleanza fra i due blocchi elettorali, protagonisti della rivoluzione arancione del 2004 (il Blocco Ucraina Nostra - Autodifesa Popolare del presidente in carica Viktor Juščenko e il Blocco Julija Tymošenko) prevalse di misura. L'affluenza si attestò al 63,22% degli aventi diritto.

## Contesto
Lo scioglimento del Parlamento avvenne all'esito di una battaglia tra il Presidente e l'assemblea stessa protrattasi per otto mesi. La battaglia per il potere tra l'Alleanza di Unità Nazionale e l'opposizione sostenuta dal presidente Viktor Juščenko hanno spesso portato al boicottaggio da parte dell'opposizione delle riunioni plenarie del Parlamento. La battaglia per il potere è giunta al culmine quando il partito di opposizione, il Blocco Julija Tymošenko, ha sostenuto il governo approvando la legislazione della Legge del Consiglio dei ministri che può annullare il potere di veto del Presidente.
Prima del decreto presidenziale del 2 aprile che scioglieva il Parlamento dell'Ucraina, 11 membri dell'opposizione sostennero la Coalizione di Unità Nazionale al governo (precedentemente nota come Coalizione anti-crisi). Il Presidente, Viktor Juščenko, preoccupato per il fatto che la coalizione di governo si sarebbe assicurata una maggioranza dei due terzi necessaria per annullare il proprio potere di veto, chiese, con il sostegno dell'opposizione, che il diritto dei singoli membri di una fazione parlamentare a sostenere la coalizione al governo fosse ritenuta contraria alla Costituzione. L'Articolo 83, clausola 6 (conosciuta come Mandato imperativo), stabilisce che "Secondo i risultati elettorali e sulla base delle posizioni dei singoli partiti, una coalizione al governo deve essere formata nella Verkhovna Rada dell'Ucraina in modo da comprendere la maggioranza dei Deputati del Popolo all'interno della composizione costituzionale della Verkhovna Rada dell'Ucraina".

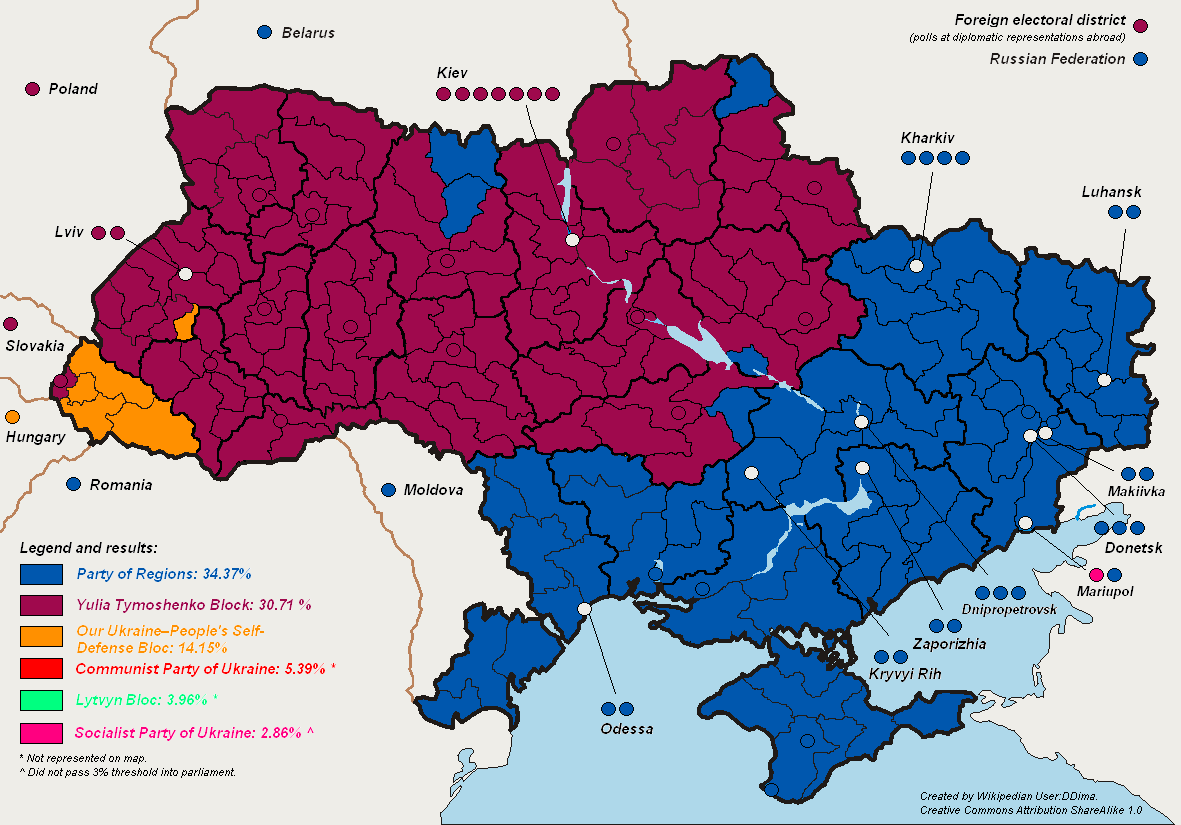
Risultati per distretto

Il mandato imperativo della Costituzione dell'Ucraina è stato criticato dall'Assemblea Parlamentare del Consiglio d'Europa, che l'ha definito antidemocratico.. L'Assemblea Parlamentare, nel suo memorandum, ha enfatizzato il fatto che "anche se l'Ucraina ha le sue ragioni storiche per voler evitare l'accumulazione del potere nelle mani di una sola forza politica, dovrebbe tuttavia considerare nel futuro emendamenti costituzionali se fosse meglio per la nazione cambiare in favore di un sistema completamente parlamentare con organismi che possano garantire l'opposizione parlamentare e la competizione".
Alcuni politici hanno anche espresso preoccupazione riguardo al fatto che le tessere identificative utilizzate per votare siano state utilizzate da persone diverse, poiché molti deputati non si presentano alle votazioni in Parlamento in violazione dell'Articolo 84 della Costituzione.

## Liste concorrenti
Alle elezioni presero parte 20 liste, di cui 10 blocchi elettorali, segnatamente:
- Blocco Julija Tymošenko[10];
- Blocco Ucraina Nostra - Autodifesa Popolare[11];
- Blocco di Lytvyn[12];
- Blocco Elettorale Lyudmila Suprun[13];
- Blocco del Partito dei Pensionati d'Ucraina[14];
- Blocco Popolare Ucraino;
- Blocco Contadino Ucraina Rurale[15];
- Blocco Cristiano[16];
- Blocco Kučma[17];
- Blocco Comunità Panucraina.

## Risultati
| Liste                                                                                                  | Voti       | %     | Seggi |
| --- | ---------- | ----- | ----- |
| Partito delle Regioni                                                                                  | 8 013 895  | 34,37 | 175   |
| Blocco Julija Tymošenko (Patria - USDP - PRP)                                                          | 7 162 193  | 30,72 | 156   |
| Blocco Ucraina Nostra - Autodifesa Popolare (NSNU - NRU - ChDS - UNP - URPS - JePU - VU - Pora! - PZV) | 3 301 282  | 14,16 | 72    |
| Partito Comunista d'Ucraina                                                                            | 1 257 291  | 5,39  | 27    |
| Blocco di Lytvyn (NP - TPU)                                                                            | 924 538    | 3,97  | 20    |
| Partito Socialista d'Ucraina                                                                           | 668 234    | 2,87  | –     |
| Partito Socialista Progressista                                                                        | 309 008    | 1,33  | –     |
| Svoboda                                                                                                | 178 660    | 0,77  | –     |
| Partito dei Verdi d'Ucraina                                                                            | 94 505     | 0,41  | –     |
| Blocco Elettorale Lyudmila Suprun (NDP - DPU - RChP)                                                   | 80 944     | 0,35  | –     |
| Partito Comunista dell'Ucraina (rinnovato)                                                             | 68 602     | 0,29  | –     |
| Partito dei Democratici Liberi                                                                         | 50 852     | 0,22  | –     |
| Blocco del Partito dei Pensionati d'Ucraina (PZPU - PPU)                                               | 34 845     | 0,15  | –     |
| Partito dello Sviluppo Economico Nazionale d'Ucraina                                                   | 33 489     | 0,14  | –     |
| Blocco Popolare Ucraino (US - ZDSZN)                                                                   | 28 414     | 0,12  | –     |
| Blocco Contadino Ucraina Rurale (PVS - NPNU - USDP)                                                    | 25 675     | 0,11  | –     |
| Blocco Cristiano (ESZ - SChP)                                                                          | 24 597     | 0,11  | –     |
| Blocco Kučma (Unione - VOC)                                                                            | 23 676     | 0,10  | –     |
| Blocco Comunità Panucraina (VPMJe - NDOU - SU - PMSBU)                                                 | 12 327     | 0,05  | –     |
| Partito della Fiducia Popolare                                                                         | 5 342      | 0,02  | –     |
| Nessuna lista                                                                                          | 637 185    | 2,73  | –     |
| Voti non validi                                                                                        | 379 658    | 1,63  | –     |
| Totale                                                                                                 | 23 315 257 | 100   | 450   |

## Distribuzione territoriale del voto

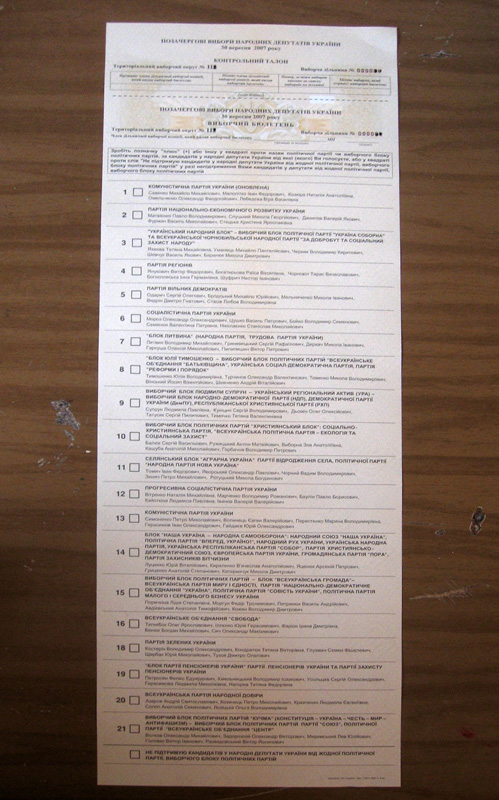
Scheda elettorale

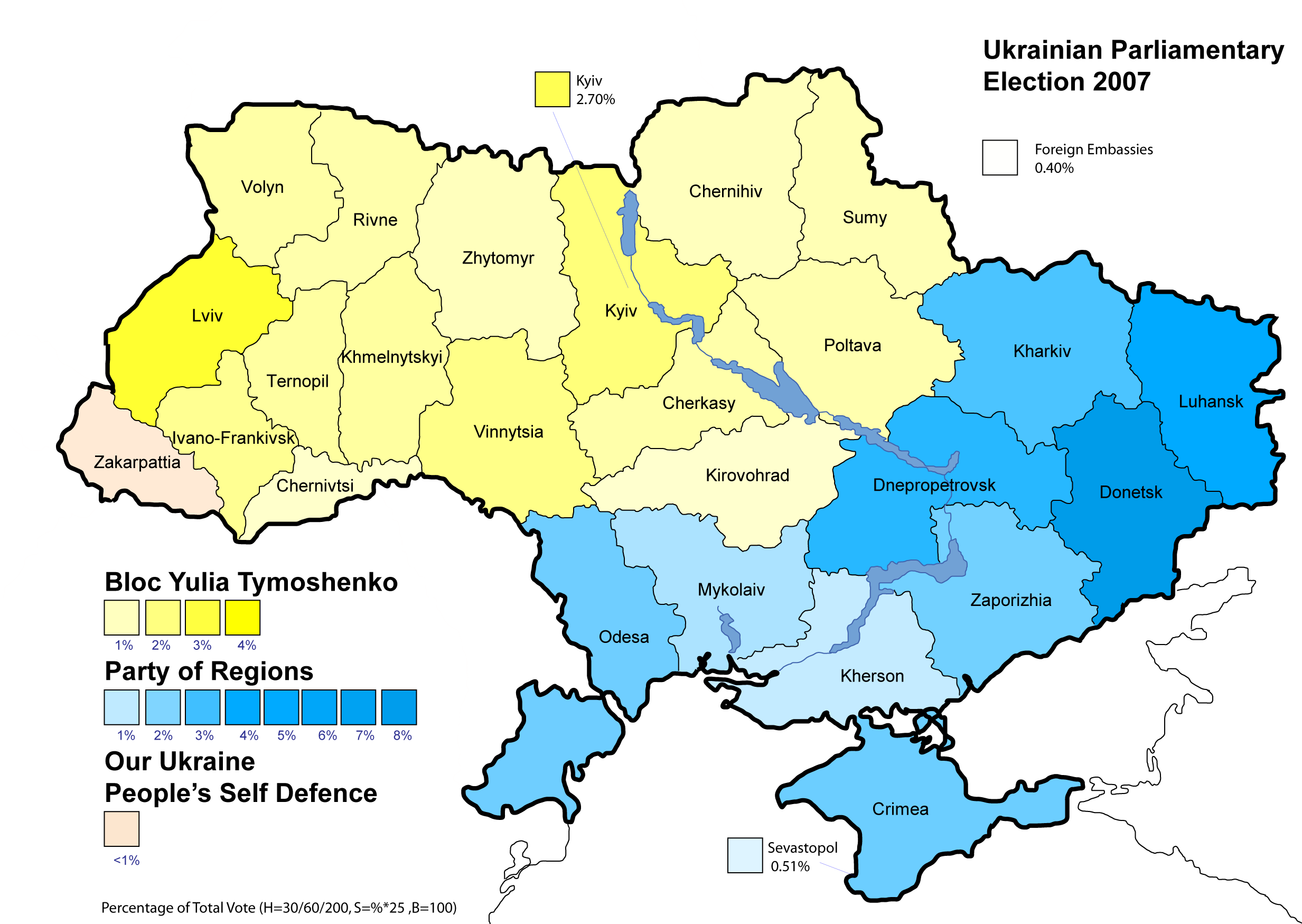
Voti maggiori per regione (percentuale sul voto nazionale totale)

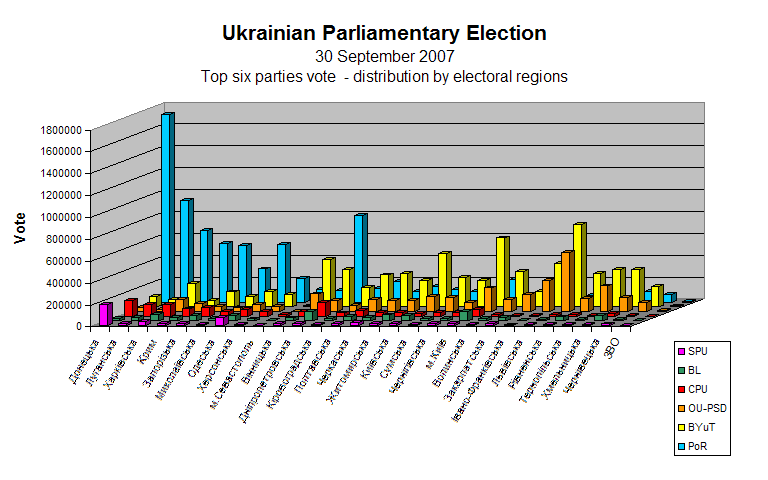
Risultati per regione elettorale (percentuale sul voto nazionale totale)

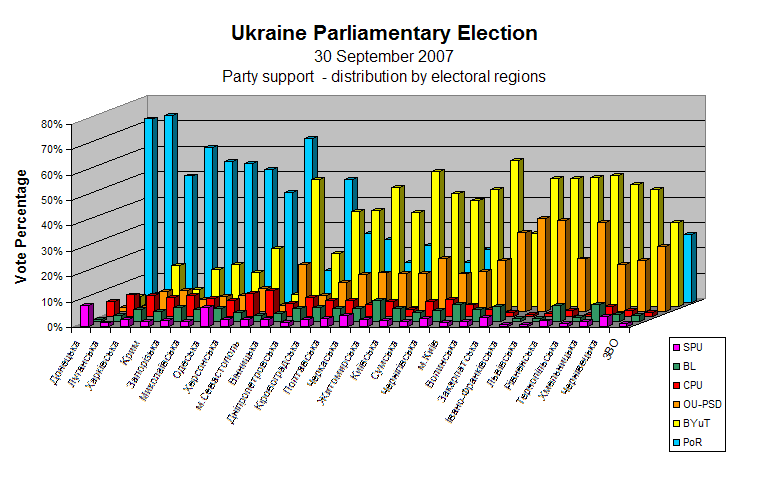
Voti (percentuale per regione elettorale)

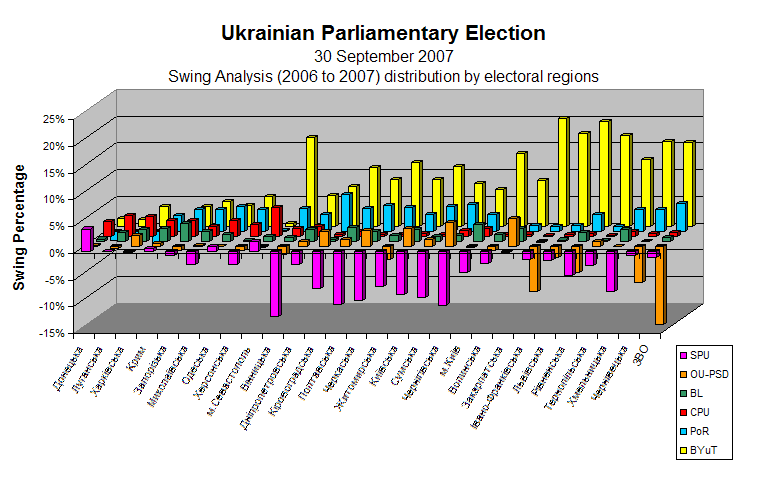
Variazioni dal 2006 al 2007 (Percentuale per regione elettorale)

| Allineamento politico, 2007 | Percentuali dei voti dal 2006 al 2007 (i 6 partiti maggiori | Variazioni dal 2006 al 2007 (6 partiti maggiori) |

| Partito delle Regioni (34,37%)       | Blocco Julija Tymošenko (30,71% | Blocco Ucraina Nostra - Autodifesa Popolare (14,15%) |
| Partito Comunista di Ucraina (5,39%) | Blocco Lytvyn (3,96%)           | Partito Socialista d'Ucraina (2,86%)                 |

## Risultati per regione
| Regione                       | Aventi diritto | Affluenza | PdR  | BJuT | AP-NU | PCU  | BL  | PSU |
| ----------------------------- | -------------- | --------- | ---- | ---- | ----- | ---- | --- | --- |
| Repubblica autonoma di Crimea | 1.568.070      | 55,8      | 61,0 | 6,9  | 8,2   | 7,6  | 3,9 | 1,9 |
| Oblast' di Čerkasy            | 1.095.058      | 60,1      | 15,5 | 47,0 | 15,3  | 4,9  | 4,9 | 4,3 |
| Oblast' di Černihiv           | 939.072        | 61,8      | 20,7 | 41,9 | 14,9  | 6,7  | 4,2 | 2,9 |
| Oblast' di Černivci           | 705.272        | 58,2      | 16,8 | 46,2 | 20,3  | 2,3  | 2,5 | 3,8 |
| Oblast' di Dnipropetrovs'k    | 2.810.168      | 58,9      | 48,7 | 20,8 | 6,2   | 7,6  | 5,0 | 1,3 |
| Oblast' di Donec'k            | 3.620.888      | 66,0      | 76,0 | 4,5  | 2,0   | 6,8  | 1,0 | 1,3 |
| Oblast' di Ivano-Frankivs'k   | 1.080.296      | 72,6      | 3,0  | 50,7 | 36,8  | 0,8  | 1,0 | 0,8 |
| Oblast' di Charkiv            | 2.282.993      | 58,3      | 49,6 | 16,4 | 8,1   | 8,3  | 4,6 | 2,6 |
| Oblast' di Cherson            | 893.442        | 55,5      | 43,2 | 23,1 | 9,1   | 9,1  | 3,7 | 2,5 |
| Oblast' di Chmel'nyc'kyj      | 1.083.968      | 66,3      | 14,1 | 48,2 | 18,4  | 4,0  | 6,6 | 1,7 |
| Oblast' di Kirovohrad         | 614.832        | 57,9      | 27,0 | 37,6 | 11,7  | 6,4  | 5,5 | 2,8 |
| Kiev                          | 2.151.576      | 63,5      | 15,0 | 46,2 | 15,8  | 4,6  | 6,6 | 1,6 |
| Oblast' di Kiev               | 1.679.197      | 61,9      | 13,0 | 53,4 | 15,1  | 3,0  | 5,1 | 2,2 |
| Oblast' di Luhans'k           | 1.898.637      | 66,3      | 73,5 | 5,1  | 1,7   | 8,5  | 2,4 | 1,3 |
| Oblast' di Leopoli            | 2.002.372      | 73,9      | 4,2  | 50,4 | 36,0  | 1,0  | 1,1 | 0,6 |
| Oblast' di Mykolaïv           | 971.038        | 57,6      | 54,4 | 16,6 | 5,8   | 7,2  | 4,5 | 1,9 |
| Oblast' di Odessa             | 1.851.868      | 54,5      | 52,2 | 13,7 | 6,5   | 6,2  | 5,1 | 7,2 |
| Oblast' di Poltava            | 1.250.952      | 61,9      | 24,8 | 37,9 | 14,5  | 6,5  | 4,9 | 3,0 |
| Oblast' di Rivne              | 865.092        | 68,7      | 10,4 | 51,0 | 20,8  | 2,4  | 6,1 | 2,1 |
| Sebastopoli                   | 308.928        | 59,7      | 64,5 | 5,0  | 2,3   | 10,3 | 2,5 | 2,7 |
| Oblast' di Sumy               | 990.575        | 62,0      | 15,7 | 44,5 | 20,8  | 5,8  | 3,3 | 2,0 |
| Oblast' di Ternopil'          | 870,214        | 76,5      | 3,0  | 51,6 | 35,2  | 0,7  | 1,6 | 1,1 |
| Oblast' di Vinnycja           | 1.342.608      | 64,5      | 12,6 | 50,0 | 18,6  | 5,0  | 3,1 | 2,5 |
| Oblast' di Volinia            | 801.557        | 71,0      | 6,7  | 57,6 | 20,0  | 2,7  | 4,6 | 1,9 |
| Oblast' della Transcarpazia   | 946.525        | 52,1      | 19,8 | 28,9 | 31,1  | 1,8  | 6,0 | 3,5 |
| Oblast' di Zaporižžja         | 1.515.832      | 61,4      | 55,5 | 14,7 | 4,7   | 8,3  | 5,5 | 2,3 |
| Oblast' di Žytomyr            | 1.044.852      | 62,5      | 22,4 | 37,0 | 15,1  | 5,8  | 8,3 | 2,5 |
| Ambasciate all'estero         | 431.142        | 6,0       | 26,5 | 33,1 | 25,5  | 1,6  | 2,3 | 1,2 |
| Ucraina                       | 37.185.882     | 62,0      | 34,4 | 30,7 | 14,2  | 5,4  | 4,0 | 2,9 |

## Esito
A seguito della pubblicazione dei risultati preliminari, i partiti espressero la loro posizione sulla formazione delle coalizioni. Il Partito delle Regioni si proclamò vincitore delle elezioni, ed iniziò i negoziati per la formazione della coalizione. Il partito non espresse il desiderio di stare all'opposizione. Il Blocco Julija Tymošenko chiese una coalizione con Ucraina Nostra, e anche con il Blocco di Lytvyn. Julija Tymošenko si dichiarò contraria ad un'alleanza con il Partito delle Regioni o con i Comunisti, e se tale coalizione si fosse formata, il suo Blocco sarebbe rimasto all'opposizione. Il Blocco Lytvyn ricevette richieste da tutti i principali partiti per formare una coalizione; la decisione fu rimandata alla prima assemblea del Blocco.
Julija Tymošenko, a seguito della formazione della coalizione tra il Blocco Julija Tymošenko e il Blocco Ucraina Nostra - Autodifesa Popolare, fu successivamente eletta Primo ministro il 18 dicembre 2007. La sua candidatura fu sostenuta dal voto di 226 deputati.
Secondo la legge, il Parlamento necessita di due terzi dei deputati per essere legittimo. Questo significa che se uno dei due maggiori partiti abbandona la coalizione, il Parlamento diverrebbe illegittimo.
Oleksandr Moroz, capo del Partito Socialista d'Ucraina, ha riconosciuto la sconfitta il 4 ottobre 2007 e ha sostenuto la richiesta della Tymošenko di divenire Premier.

## Indagini demoscopiche

### Exit polls

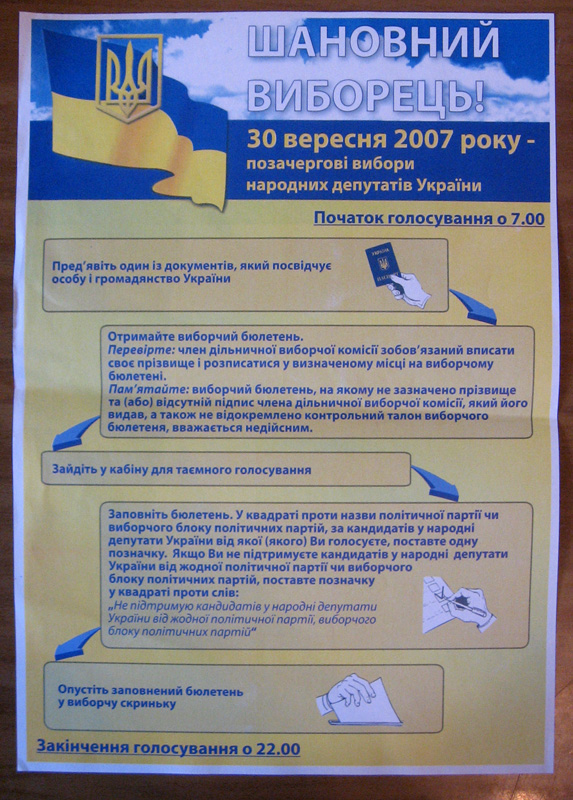
Istruzioni di voto

| Partito                                | Exit poll nazionali | Agenzia Sotsiovymir | Agenzia Exit poll Ucraina | Agenzia "strategia pubblica" |
| -------------------------------------- | ------------------- | ------------------- | ------------------------- | ---------------------------- |
| Partito delle regioni                  | 35.3                | 33.9                | 34.9                      | 34.5                         |
| Blocco elettorale Julija Tymošenko     | 31.5                | 32.5                | 32.4                      | 30.4                         |
| Partito "Ucraina Nostra"               | 13.5                | 14.7                | 14.1                      | 14.4                         |
| Partito comunista ucraino              | 5.1                 | 4.4                 | 4.5                       | 5.2                          |
| Blocco di Lytvyn                       | 3.8                 | 4.0                 | 3.8                       | 4.0                          |
| Partito socialista ucraino             | 2.5                 | 2.4                 | 2.1                       | -                            |
| Partito progressivo socialista ucraino | 1.5                 | -                   | -                         | -                            |
| Altri partiti                          | 3.9                 | -                   | -                         | -                            |
| Schede bianche e nulle                 | 2.9                 | 2.8                 | 3.0                       | -                            |

### Opinione pubblica

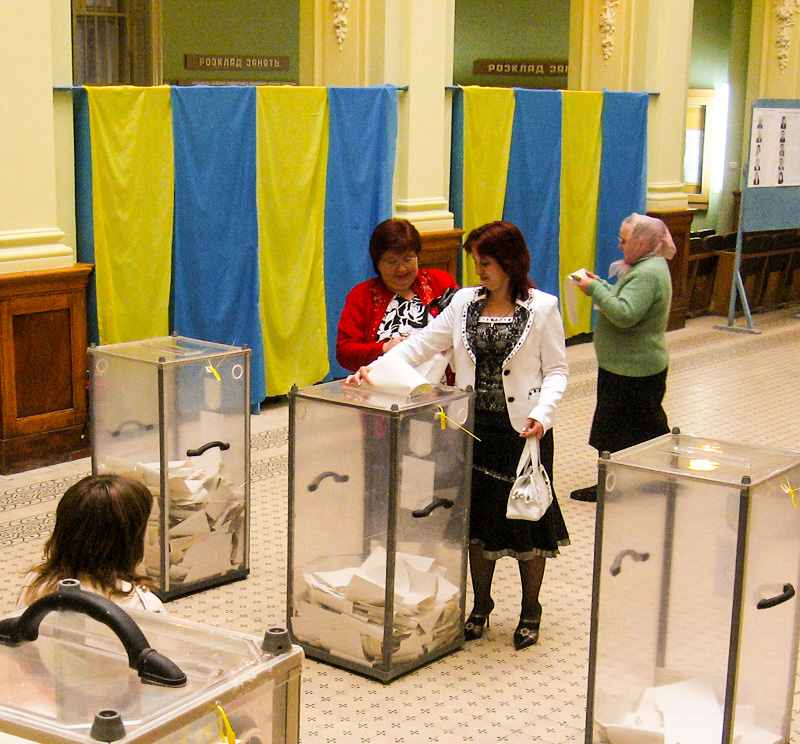
2007-09-30

Secondo un sondaggio riguardo all'opinione pubblica condotto il 18 aprile dall'Istituto Internazionale di Sociologia di Kiev, se le elezioni parlamentari in Ucraina si fossero tenute a metà aprile, il Partito delle Regioni, condotto dal Primo ministro Viktor Janukovyč, avrebbe vinto, assicurandosi il 50% dei seggi parlamentari con solo il 35,9% dei voti.
Le analisi dei sondaggi indicavano:
| Partito | % voti | seggi | % seggi |
| --- | ------ | ----- | ------- |
| Partito delle Regioni | 35,9   | 225   | 50,0    |
| Blocco Julija Tymošenko | 20,9   | 131   | 29,1    |
| Ucraina Nostra | 11,6   | 73    | 16,2    |
| Partito Comunista | 3,4    | 21    | 4,6     |
| Movimento Civile "Autodifesa Popolare"                                                                                                 | 2,1    | 0     | 0       |
| Partito Socialista d'Ucraina | 1,5    | 0     | 0       |
| Blocco di Opposizione Popolare di Natalia Vitrenko                                                                                     | 1,5    | 0     | 0       |
| Blocco Popolare di Litvin | 1,4    | 0     | 0       |
| Altri | 21,7   | 0     | 0       |
| Il sondaggio ha coinvolto 2.051 persone in tutte le regioni dell'Ucraina, inclusa la Repubblica autonoma di Crimea e la città di Kiev. |        |       |         |